# شيروت آفير
شيروت آفير (بالعبرية: שרות אויר) أي الخدمة الجوية، كان سلاح الجو التابع لمنظمة الهاجاناه ونواة القوات الجوية الإسرائيلية.

## التأسيس
تأسس سلاح الخدمة الجوية في 10 نوفمبر 1947 وكان قائده جوشوا إيشيل، قبل أسبوعين فقط من تمرير الأمم المتحدة قرار تقسيم فلسطين في 29 نوفمبر 1947 والذي اقترح تقسيم فلسطين إلى دولة يهودية ودولة عربية. خلال ذلك الوقت، أخرج قادة الهاجاناه سلاح الجو التابع للبالماخ، بالافير إلى النور، مدركين حاجتهم إلى قوة جوية إذا جرى تأسيس الدولة اليهودية. ومع ذلك، كان على سلاح الخدمة الجوية أن يؤسس من الصفر. ولهذا السبب، فإن قوته المبدئية مقارنةً مع بعض القوات الجوية المجاورة، وخاصة مصر، كانت ضئيلة للغاية. بحلول وقت إعلان قيام دولة إسرائيل في مايو 1948، كان لدى سلاح الخدمة الجوية 25 طائرة فقط. جاء معظمهم من آفيرون، أول شركة طيران يهودية في فلسطين تأسست في 1936. وعلى الرغم من أن آفيرون ذاتها لم تكن جزءاً من الهاجاناه، فقد عملوا معاً عن كثب في عمليات الاتصال والاستطلاع والبعثات الطبية. وبين أواخر 1947 ومنتصف 1948، مع تصاعد التوتر قبل الحرب العربية الإسرائيلية 1948، نقلت آفيرون جميع طائراتها إلى القوات الجوية الناشئة. كانت ثاني مشكلة واجهت سلاح الخدمة الجوية نقص الطيارين الُمدرّبين والأطقم الأرضية. كان يوجد حفنة فقط من الميكانيكيين والمهندسين والطيارين وعسكريين سابقين من سلاح الجو الملكي البريطاني بينما شغل أفراد الهستدروت الرتب الأولية.
عشية الجلاء البريطاني عن فلسطين، اشترت الوكالة اليهودية من بريطانيا، 21 طائرة عفا عليها الزمن (20 طائرة أوستر اوتوكرات، وطائرة واحدة ايرسبيد أكسفورد) قام البريطانيون قد خربوهها وأزالوا منها المعدات العسكرية. وقد فككت الطائرات ونقلت من مطار عاقر (تل نوف الآن) في ليلة 21 و 22 يناير 1948 إلى سارونا كونها موجودة في منطقة تشمل مستوطنة ومعسكر عسكري يهودي. وقد جددت الطائرات في مجمع مصنع نبيذ تابع لطائفة المعبد وعادت 15 طائرة إلى العمل بينما استخدم الباقي كقطع غيار.
البريطانيون لم يلاحظوا مثل تلك الأحداث. وعلى الرغم من الضغط البريطاني، فقد تمكن الإسرائيليون من تأسيس سرب في مطار سدي دوف. ومع ازدياد وتيرة القتال، تأسس سرب جديد في أوائل مارس 1948، هذه المرة في يفنيئيل.

## العمليات

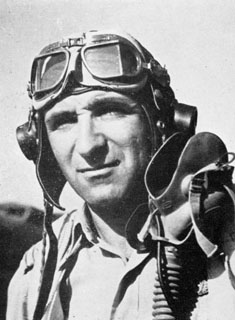
الطيار بنحاس بن بورات

أسس سلاح الخدمة الجوية مقراً له في شارع منتفيوري في تل أبيب وبدأ عملياته الجوية خارج مطار سدي دوف مباشرةً. وجاءت أولى عملياته القتالية بسرعة؛ قبيل عيد الميلاد مباشرة، في 17 ديسمبر 1947، استقل الطيار بنحاس بن بورات طائرته طراز آر دبليو دي 13 ذات المحرك الواحد لنقل طبيب إلى بلدة بيت إيشيل الصغيرة. وبمجرد إكماله لذلك الجزء من المهمة، كان من المفترض أن يطير إلى نيفاتيم، لكن فور علمه أن هناك 200 عربي يهاجمونها، قام بإزالة أبواب طائرته لتثبيت رشاش برن، وبمساعدة مدفعي متطوع وبعض القنابل اليدوية، أنطلق نحو القرية واستطاع تفريق المهاجمين وإيقاف الهجوم.
خلال شهر أبريل 1948، بدأ اسم «القوات الجوية الإسرائيلية» يستبدل تدريجياً اسم «الخدمة الجوية»، دون أي إعلان رسمي. وقد دونت الذكرى السنوية لتأسيس القوات الجوية الإسرائيلية، ابتداءً من عام 1948، بحلول تاريخ إنشاء الخدمة الجوية في أواخر عام 1947.
وضعت بلدية تل أبيب لافتة تاريخية في المنزل الذي كان أول مقر للخدمة الجوية في 9 شارع مونتفيوري في تل أبيب.